# Idaea floridata
Idaea floridata är en fjärilsart som beskrevs av George Duryea Hulst 1896. Idaea floridata ingår i släktet Idaea och familjen mätare. Inga underarter finns listade i Catalogue of Life.